# Венгрия на зимних Олимпийских играх 1984
Венгрия принимала участие в Зимних Олимпийских играх 1984 года в Лос-Анджелесе (США) в четырнадцатый раз за свою историю, но не завоевала ни одной медали.

## Состав сборной
Сборная состояла из 9 спортсменов: 7 мужчин и 2 женщин, которые выступили в соревнованиях по фигурному катанию, конькобежному спорту, горнолыжному спорту и биатлону.
Самой младшей участницей сборной была 16-летняя фигуристка Клара Энги, а самым старшим  - 25-летний биатлонист Габор Майер, он же был знаменосцем на церемонии открытия.

## Результаты

### Биатлон
Мужчины — 10 км спринт
| Спортсмен   | Промахи | Время   | Место |
| ----------- | ------- | ------- | ----- |
| Йожеф Лихи  | 6       | 40:21,0 | 58    |
| Габор Майер | 3       | 34:46,3 | 37    |
| Жолт Ковач  | 1       | 34:23.9 | 33    |

Мужчины — Индивидуальная гонка на 20 км
| Спортсмен     | Время          | Штрафы | Поправленное время | Место |
| ------------- | -------------- | ------ | ------------------ | ----- |
| Ласло Палачик | не финишировал | —      | —                  | —     |
| Янош Шпишак   | 1’20:06,9      | 8      | 1’28:06,9          | 51    |
| Жолт Ковач    | 1’19:18,7      | 7      | 1’26:18,7          | 45    |

Мужчины — Эстафета 4 х 7,5 км
Эстафетная гонка по биатлону среди мужчин состоялась 16 февраля.
| Место | Страна        | Биатлонист | Стрельба | Стрельба | Стрельба | Этап  | Этап      | Гонка     | Гонка  | Отставание |
| ----- | ------------- | ---------- | -------- | -------- | -------- | ----- | --------- | --------- | ------ | ---------- |
| Место | Страна        | Биатлонист | Лёжа     | Стоя     | Всего    | Время | Место     | Время     | Место  | Отставание |
| 14    | Венгрия       |            | 1+5      | 3+8      | 4+13     |       |           | 1:48:40,0 |        | 9:48,3     |
| 14    |               |            |          |          |          |       |           |           |        |            |
| 14    | Янош Шпишак   | 0+1        | 0+1      | 0+2      | 26:57,5  | 10    | 26:57,5   | 10        | 2:05,1 |            |
| 14    | Габор Майер   | 0+1        | 1+3      | 1+4      | 26:34,4  | 13    | 53:31,9   | 13        | 4:04,7 |            |
| 14    | Ласло Палачик | 1+3        | 2+3      | 3+6      | 29:03,7  | 17    | 1:22:35,6 | 14        | 8:09,0 |            |
| 14    | Жолт Ковач    | 0+0        | 0+1      | 0+1      | 26:04,4  | 12    | 1:48:40,0 | 14        | 9:48,3 |            |

### Горнолыжный спорт
Соревнования прошли с 13 по 19 февраля года на горе Игман к юго-западу от Сараево.
Мужчины
| Спортсмен    | Соревнование      | 1 спуск        | 1 спуск | 2 спуск | 2 спуск | Результат | Результат |
| Спортсмен    | Соревнование      | Время          | Место   | Время   | Место   | Время     | Место     |
| ------------ | ----------------- | -------------- | ------- | ------- | ------- | --------- | --------- |
| Петер Козьма | Гигантский слалом | не финишировал | —       | —       | —       | —         | —         |
| Петер Козьма | Слалом            | 59,14          | 31      | 55,24   | 17      | 1:54,38   | 18        |

### Конькобежный спорт
Соревнования   прошли   на открытом катке Зетра.
Женщины
| Дистанция | Дата       | Спортсменка   | Результат | Результат                | Результат |
| Дистанция | Дата       | Спортсменка   | Время     | Отставание от победителя | Место     |
| --------- | ---------- | ------------- | --------- | ------------------------ | --------- |
| 500 м     | 10 февраля | Эмеше Хуньяди | 43,70     | 2,68                     | 19        |
| 1000 м    | 13 февраля | Эмеше Хуньяди | 1:29,36   | 7,75                     | 30        |

### Фигурное катание
Соревнования танцевальных пар прошли 10, 12 и 14 февраля на искусственном льду Ледового дворца Зетра. Венгерские спортсмены проигрывали японской паре Норико Сато и Тадаюки Такахаси обязательный танец и оригинальный танец, но в произвольном вырвались вперёд и заняли 16 место.
Танцы на льду
| Спортсмены            | Обязательный танец | Оригинальный танец | Произвольный танец | Сумма мест (TFP) | Место |
| --------------------- | ------------------ | ------------------ | ------------------ | ---------------- | ----- |
| Клара Энги Аттила Тот | 17                 | 17                 | 16                 | 33               | 16    |